# 11-я Красноармейская улица
11-я Красноарме́йская улица — улица в Адмиралтейском районе Санкт-Петербурга. Проходит от Измайловского до Лермонтовского проспекта.

## История названия
С середины XVIII века известно название улицы как 11-я Рота. Параллельно существовали названия 11-я Измайловская улица, 11-я Рота Измайловского полка.
Современное название 11-я Красноармейская улица присвоено 6 октября 1923 года в честь Красной Армии с целью утверждения советской терминологии и в противовес прежнему названию.

## История
Улица возникла в середине XVIII века, как улица для расположения 11-й роты Измайловского лейб-гвардии полка.

«…велено на полки Гвардии, вместо казарм, построить слободы… со всяким поспешением в нынешнем 1740 году… Измайловскому назначили… строить за Фонтанкою, позади обывательских домов, зачав строить от самой проспективой, которая лежит Сарскому Селу (теперь Московский проспект) на правую сторону вниз по оной речке»— «О строении слобод для Измайловского полка», Указ императрицы Анны Иоановны от 2 мая 1740 года

## Достопримечательности

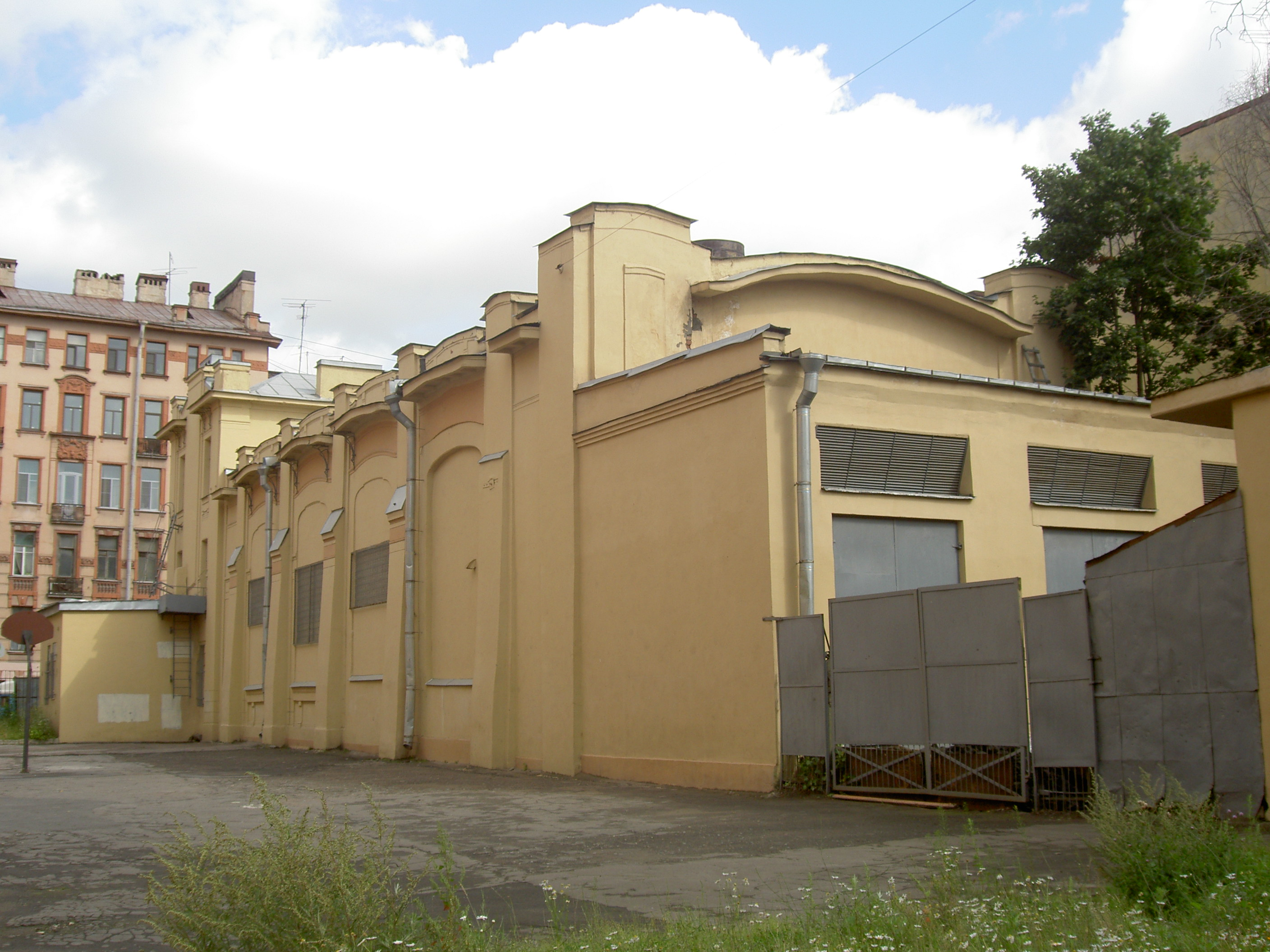
Тяговая подстанция «Горэлектротранс», дом 28.

- Дом № 7 — дом купца А. И. Крутикова[2], 1877 г.[3]
- Дом № 11 — ранее располагался завод «Пекарь» (в советское время «Красный пекарь»). В 2019 году здания были снесены, на их месте появился жилой дом[4][5].
- Дом № 18—20 — Здание акционерного общества «Пекарь» (1913, арх. Ф. И. Лидваль)[6]. В годы блокады Ленинграда на заводе был создан рецепт «блокадного хлеба», спасшего от голодной смерти многих горожан[7]. В 2010-х завод продали под жилую застройку, исторические корпуса были снесены[8].
- Дом 28 — Ново-Петергофская трансформаторная подстанция городского трамвая (1906—1907, гражд. инж. Л. Б. Горенберг)[6].  781711238100005